# جای استخوان‌ها
جای استخوان‌ها یا محل استخوان‌ها (به انگلیسی: Place of Bones) فیلمی محصول سال ۲۰۲۴ و به کارگردانی آدری کامینگز است. در این فیلم بازیگرانی همچون هدر گراهام، تام هاپر، کورین نمک، بری روبیلارد، دونالد سرون و ری آبروزو ایفای نقش کرده‌اند.